# Trigonometopus nigripalpis
Trigonometopus nigripalpis är en tvåvingeart som beskrevs av Shatalkin 1997. Trigonometopus nigripalpis ingår i släktet Trigonometopus och familjen lövflugor. Inga underarter finns listade i Catalogue of Life.